# Mohelencyrtus
Mohelencyrtus is een geslacht van vliesvleugeligen uit de familie Encyrtidae. De wetenschappelijke naam van dit geslacht is voor het eerst geldig gepubliceerd in 1969 door Hoffer.

## Soorten
Het geslacht Mohelencyrtus omvat de volgende soorten:
- Mohelencyrtus acuminatus Hoffer, 1969
- Mohelencyrtus phenacocci Myartseva, 1980